# JUNK HEAD
『JUNK HEAD』（ジャンク・ヘッド）は、2021年に公開された日本のストップモーション・アニメーション映画。堀貴秀監督。三部作の第1作目である。

## 概要
監督の堀貴秀が、ほぼ1人で7年かけて製作した。約4年をかけ制作された30分の短編作品「JUNK HEAD 1」を修正、追加撮影を行い2017年に完成した長編版が本作である。長編版は完全に1人で製作したわけではなく、実際には3、4人のスタッフが入れ替わり制で作業を行った。
本作は、当初から三部作として製作しており、次作『JUNK WORLD』が2025年6月13日に公開された。

## ストーリー
人体を無機物に転化する技術によって、生殖機能を代償に不老不死を手に入れた人類は、新種ウイルスの発生によって存続の危機に陥る。そんな中、遥か昔に創造した人工生命体「マリガン」に生殖能力の可能性が見出され、地下の調査が開始される。主人公パートンは地下調査員に応募し、マリガンと協力して地下の探索を始める。

## 作品設定とあらすじ
『遥か昔、人類は地下開発の労働力として人工生命体のマリガンを創造した。自我に目覚めたマリガンは、自らのクローンを増やして人類に反乱。それから1600年後の世界、人類は地下世界で独自に進化するマリガンの生態調査を始めた。』

- AG(After God)元年(マリガン創造)
- AG1789年 マリガンが反乱(120年戦争)
- AG1909年 停戦協定
- AG2343年 『JUNK WORLD』
- AG3385年 『JUNK HEAD』
- AG3440年『JUNK END』

核の冬により、地球上の生態系が崩壊。人類は汚染された地上を捨て去り、生活圏を地下に求めた。
またA.D（西暦）を廃止し、新たな暦であるAG(After God)を採用した。

### AG元年
人類は、生命倫理法を改定。自らの遺伝子操作による環境適合性を推進し、特化型強化人間の開発を進めた。
不足する労働力を補う為、人類に次ぐ知的生命体「マリガン」の創造を開始。
マリガンは、作業用途に合わせ６種類開発。それを元に、クローニングで量産。
人類はマリガン管理の為、マリガンに生殖機能・視力をもたせなかった。ただし、業務遂行上視力が必要な「作業型マリガン」のみ、眼孔部に人工視神経を挿し込むタイプのゴーグル型補助装置を支給する。
マリガン達を活用し、地下開発が進む。しかし、作業に従事するマリガン達は、人類が過去に地層処理した核廃棄物による放射能障害に蝕まれていった。苦痛と不満を募らせていったマリガン達に反乱の意志が芽吹いていく。
やがて、反体制派が組織され反乱の準備を地下開発と同時に進めていく。自らクローンを増やして、勢力を拡大させていった。

### AG1789年
マリガンが人類に対して反乱を起こす。同時に人類とマリガン間の戦争が勃発。
戦いは120年間続いた為、「120年戦争」と後に呼ばれる事になる。

### AG1909年
停戦協定締結。以降、「人類は、地表から3000ｍ以内を生活圏とする。」事が決定。対するマリガンは、「地表よりも深い地下世界を、マリガンが支配する。」事が定められる。

### AG2253年
マリガンの地下都市「カープバール」にて、大事故発生。
反物質製造中に生じた事故により、「ゲオルギー連鎖反応」が発生。それに伴い「ハンス中毒」及び「ダネリヤ感染」を引き起こし深刻化。結果、地下都市「カープバール」はゴーストタウンと化した。

### AG2343年
ゴーストタウンとなった、地下都市「カープバール」で「マリガンの変異体」誕生。以降、クローンで増えるのでは無い独自の増殖と進化を開始し独自の生態系が形成されるに至る。

### AG2386年
「正体不明のウィルス」により人類は遺伝子の崩壊が始まり死者が続出。存続の危機に瀕するが、そのウィルス遺伝子を逆に利用した「人体の無機質転化」により危機を脱出。人類は、無機質化による「老化」の消失によって不死と言える寿命を得た。呼吸も血液循環も必要無く微弱な電気刺激さえあれば頭部のみで自我を保つ事が出来た。一方、無機質化の代償として生殖能力を喪失し人口増加は停止した。

### AG3385年
「新たなウィルス」の発生で増加の無い人口はさらに減少。約千年ぶりの存続の危機に、人類は再び晒される事となった。
この危機的状況に対し、対策を講じる必要に迫られた人類は偶然にも偵察カメラで撮影された「生殖器らしきものを持つマリガン」に生殖能力の可能性を見出し、マリガン反乱の戦争終結後、交流の途絶えた「地下世界の調査」を開始。
その撮影されたマリガンの探索・調査を確認する仕事に一般応募した、主人公パートン。
今回の撮影されたマリガンのような「不確実な事案」は世界中にあふれているので、パートンの調査も特に重要視はされていなかった。
良くも悪くも長期の相互不干渉により停戦協定から1500年近く経った事から双方共に敵対心も薄れ、記憶を失ったパートンに親切に接するマリガン達。全てを思い出したパートンは自分が追っていた対象の撮影されたマリガンは生殖機能と無関係と知るが、「マリガンの生命システム」についてマリガンから聞き、人類再生の希望と考えて新たな探索に向かう。

### マリガン
地下空間の開発の労働力の為に人類に創造された、人類に次ぐ知的生命体。人類の遺伝子をベースに、環境適合性を高めて創られている。
当初、用途別に6種類が創られたが変異体の「生命の木」誕生以降、急激に独自の進化を始める。地下での生物は、生命の木から派生し、あらゆる形態に変異していった。それにより、多様な生態系を形成している。
基本的にマリガンは、「視覚器官」を持たない。だが、受光体を持つ線虫の移植や反響定位能力を持っている。その為、基本のっぺらぼうな口だけの顔面を持つ。ただ、人間の形に一番近い「作業型マリガン」は眼孔があり、そこに眼孔部に人工視神経を挿し込むタイプの「ゴーグル型補助装置」を接続する。
男女のような形態はあるが生殖能力は持っていない。全体意識が強くマリガン同士の大きな争いは少ないが、口論や暴力等の小規模な争いは日常の中でよく生じている。地下世界の環境が過酷で余裕が無い為か、互いに傷つけ合い、奪い合う場面も見られる。
また、マリガン達の地下世界は「奇形な容姿を持つ者」や「集団に属さない者」は社会から排除している。
社会システムは地方政府により管理されているが、地域による独自性も進んでいる。人類よりも文明レベルは劣るが、圧倒的な生体数と広大な生息域を誇っている。

### 地下都市カープバール
マリガンの地下都市。過去に地層処分された核廃棄物が多い地域だったが、故に多様性をもたらす遺伝子変異を促す事にもなった。
最初にマリガンが決起した場所でもある。赤道直下に作られた加速器で反物質を生成していたが、ゲオルギー連鎖反応による
異常現象のせいでゴーストタウンになった。

### 地下空間
掘削で生じた岩石を、押し硬めて柱や壁に出来る「岩石圧縮技術」によりマリガン地下世界では掘削物を地上に排出する必要が無い。それにより掘削と開発をするのと同時に大量の硬質建材を確保出来、マリガンの地下空間は拡大して行った。
また、地下世界には「発光性の浮遊菌」が存在し、天井部に堆積している。故に場所によっては、地上のような明るさがある。
インフラ設備も整い、無料の公共交通機関も機能している。しかし、地域による格差が非常に大きい。

### 赤鉄
作中の会話にて登場。赤道ラインの地下に作られた、ノンストップで走り続ける都市型巨大鉄道。

### 生命の木
AG2343年、ゴーストタウンとなっていたカープバール都市に突如発生したマリガンの樹状変異体。通称「ヨーグル」と呼ばれる「母体マリガン」で、死後すぐに遺体が変化していき「生命の木」となる。種子を実らせた後の生命の木は、枯れる。
それまで6種類のマリガンをクローニングする事でしか数を増やすことができなかったが、生命の木により自発的多様性のある生態系が形成された。
生命の木は、大きさこぶし大の「マリガン種子」を数百実らせる。その中の数個が、新しい生命の木になる素質を持っている。
母体となるマリガンの気質を受け継ぐため、本来は大切に育てられる。
ほとんどの生命の木はマリガン地方政府が管理し、その種子が各地に分配されるが生育途中に急変する固体もあり、野生種として育つ木も多い。
ただ過酷な環境で育つ母体の木からは凶暴な変異体が生まれる確率が高く、そういった固体は発見次第殺処分されている。

## キャスト
パートン / 堀貴秀
バーチャルのダンス講師を生業とする男性。
新型ウイルスにより死者が続出している地上世界において、人口減少に伴い仮想空間内のダンスコーチの仕事が無くなり廃業せざるを得なくなった。
高額な報酬に惹かれ、地下の調査員に一般応募する。最後のレッスン日に来た最後の生徒である女性に地下へ行く事を告げて、地下に降下して行った。

人間ではあるが、その姿は現実の人間の姿とは大きく異なっている。アンドロイド型ボディーの頭部内に収納された、白磁器を思わせる白い人の頭部のみが、この世界の人類の姿となっている。

過去に人類は正体不明ウイルスにより遺伝子が崩壊し絶滅の危機に瀕したが、人類はそのウイルスの遺伝子を逆に利用して人体を無機質転化し生き延びた。それが、この世界の今の人類達となっている。

人体の無機質化により呼吸や食事、睡眠や血液循環は不要となり微弱な電気刺激のみで生きていける不死身の存在となった。反面、それ故に自身の無機質化の影響で生殖機能を喪失している。
- 降下任務時

地下への降下任務に臨む際の姿。頭部には6つのカメラが装備され、白いボディを持つ。降下中に地下の住民によって撃墜され、頭部のみ3バカ兄弟に回収される。
- 研究室滞在時

博士の研究室で与えられた姿。丸い頭部に人間の児童程度の頭身の白いボディを持つ。ショックで記憶喪失になっており、3バカ兄弟の資材回収の手伝いを行っていたが、ある日突如記憶が戻ってパニック状態に陥り、さらに地下深くに落下する憂き目に遭う。
- バルブ村滞在時

バルブ村に落着した際に、村のエンジニアによって与えられた姿。職長から「ポン太」と名付けられる。頭部は四角い箱に覆われ、ボディは有り合わせの材料で作られたため所々色は剥げ、錆だらけとなっている。頭の上にはスイッチ式のライトが取り付けられ、胸には小さな引き出しが設けられた。耳は聞こえるが声は出せず、ジェスチャーや引き出しのメモ等でしかコミュニケーションが取れない。またちょっとした事で腕が取れるなどトラブルも多い。村では専ら掃除やお使い等の雑用を押し付けられていた。
ある日狩りの手伝いをしていた所、凶暴な地下生物「トリムテ」に遭遇し同伴のハンター達を殺害され、自身も破壊されかけたが、ニコの助けもあって生還。村に危機が迫っている事を伝えた。
- トリムテ討伐作戦時

トリムテ討伐のためバルブ村に招聘された3バカ兄弟と再会し、彼らの説明から村人に「神」であると信じ込まれ、可能な限り高級な部材で再構築された姿。人間の少年程度の頭身となり、これまでの記憶は統合され、言語や精神面も安定した。自分の経歴や地下に下りた理由、その目的を説明し、障害となるトリムテの討伐に加わる。トリムテとの戦闘では一時先手を打たれるも、ニコ、ホクロ、3バカ兄弟、自身の機転と覚悟も助けとなって何とか討伐に成功する。以降はニコ、ホクロと共に旅を続ける。

3バカ兄弟 / 堀貴秀
地下に落下してきたパートンを回収したマリガンの三つ子。名前はそれぞれ「アレクサンドル」、「フランシス」、「ジュリアン」。
普段はドクター・ルーチー博士の元で資源回収の仕事をしつつ、互いにからかいあって他愛のない喧嘩もしているが、その真の姿は「地獄の三鬼神」と呼ばれる凄腕の地下生物ハンター達であり、戦闘時には専用の薬剤（逆転写酵素剤）を注射する事で一時的に強靭な肉体に変化し、高度な連携を取りつつ戦う事が出来る。
一つのマリガン種子を、博士が三分割して誕生し育てられた。
三人とも身体は小さく頭脳は幼稚であるが180歳のマリガン成体である。
トリムテ討伐のためバルブ村に招聘されパートンと共にトリムテと戦うが、その影響で崩落事故が発生し、アレクサンドルは隙を突かれ深手を負い、フランシスとジュリアンは落盤から身を呈してパートンを守り、互いに天国へ行けることを確信しあい、圧死した。
その後もアレクサンドルは生き残ったトリムテに襲われ意識を失うが、パートンの決死の一撃でトリムテ討伐に成功。パートンに別れを告げ博士の元に戻った。

ニコ / 三宅敦子
赤いコートを羽織り、フードを深くかぶった少女型マリガン。顔の上半分が硬質化している。幼体時に老人マリガンに拾われ、以降ホクロと共に過ごす。
パートンがクノコ（地下住民に食されるキノコのようなイメージの肉塊）を分け与えた事で知り合い、幼い日に老人マリガンから食料を与えられた時の事と重なり、彼に興味を持つようになる。
自他ともに自覚は無いが、その正体は「生命の木」の要素を持つ、通称「ヨーグル」と呼ばれる「母体マリガン」である。
幼体時は、野生状態で飢えながら生きていた。たまたまそこを通りがかった老人マリガンと幼体時のホクロから食料を与えられ、歩き去る二人の後をついて行った事がきっかけで共に暮らし成長していった。
老人マリガン亡き後は、ホクロと二人で放浪生活を送る。行く所赴く場所で投石等の迫害を受けて育ってきた為に、拾った赤いコートのフードで硬質化している頭部を隠している。
二人の暮らしている地域やバルブ村では、他所から来た技術者マリガン以外に生命の木の母体マリガンの存在が知られていなかった為、これまで醜悪な奇形と見倣され迫害されてきた。
放浪の身故に食事に事欠くためか、バルブ村の住人が「食えるかっ！」と捨てた腐敗したクノコも構わずに食べる場面がある。

ホクロ / 堀貴秀
ニコと行動を共にする異形種の男性型マリガン。口元にほくろがある。両手の指は触手のようになっており、自在に操ることが出来る。
ニコとは幼体時からの付き合いで、知能は低く無口だがいつもニコを見守っている。
幼体時は老人マリガンと生活していたが、途中でニコが加わってからは共に育った大切な家族となる。
老人マリガン亡き後は、ニコと二人で放浪生活を送る。
奇形の異形種の為、行く所赴く場所でニコ共々迫害を受けながら生きてきた。
ニコ同様、基本的に食事に事欠く身のためか腐敗したクノコやバルブ村のゴミ捨て場に沸いたドラゴンクリッターの幼体らしき小さな生物を触手で掴んで食べる場面がある。
ニコの身に危険が及ぶ場面では、自らの身の危険も顧みず立ち向かう。
動きは俊敏では無いものの決して非力では無く、自身の触手を駆使して最後は主人公のパートンが反撃する時間を稼いだ。

ドクター・ルーチー / 堀貴秀
通称「博士」。記憶力を強化された大きな頭部を持つ男性型マリガン。3バカ兄弟に回収されたパートンに機械の身体を与える。

サトウ/堀貴秀
ドクター・ルーチーの助手。男性型マリガン。

アダチ/三宅敦子
ドクター・ルーチーの助手。女性型マリガン。

IQ-P/堀貴秀
ドクター・ルーチーと同タイプの幼体マリガン。頭部のみ生身であり、身体はバギーとなっている。
ドクター・ルーチーの研究所内を動き回ったり、3バカ兄弟達と仲良くふざけ合ったりと活発である。

ペリオット / 堀貴秀
バルブ村の男性型マリガン。職長ではあるが、実態は女性型マリガンに仕切られている。職長故に基本威張ってはいるものの、マルギータら女性型マリガン達に頭が上がらず、常に尻に敷かれており戦々恐々としている。また、臆病者であり村に危機が迫っていても、物陰でポルチーノと共に震えていた。

ポルチーノ/堀貴秀
バルブ村の男性型マリガン。職長の太鼓持ちであり、虎の威を借る狐でもある。職長共々臆病な性格であるが、職長の権威をかさに威張っている。ただ職長に本心を見抜かれているのか、周りに威張って指示を出してた際に「お前もやれっ！」と職長に
尻を蹴っぽられる場面が見られる。

マルギータ / 杉山雄治
バルブ村の女性型マリガン。非常に筋肉質で、村の実質的な仕切り役。
行動力・洞察力共に優れ、突発的な危機的状況に陥っても機転を利かせ的確な指示を周囲に出す。故に他の女性陣らと共に「男どもは使えない。」と酷評しており、定期的に出かけるグルメツアーで留守にする間、問題が起きないか心配していた。
出発前に職長ペリオットに問題を起こすなと釘を刺し、帰還時に吹き飛び崩壊したバルブ村を見た際は絶句して職長ペリオットに向けて剛腕と握りしめた拳を震わせながら近づいていった。

バルブ村の村人達
バルブ村に住むマリガン達。男性型マリガン達と女性型マリガン達、幼体マリガンの子ども達がいる。
マリガン達は人類の労働力だった時代の名残りで、「与えられた場所に留まり続ける」習性がある。バルブ村は、バルブ調整区域にマリガン達がそのまま住み着き続けて出来た村である。村では、女性型マリガン達が幅を効かせている。その為、男性型マリガン達の立場は弱い。
しかし、そんな男性型マリガン達も村に危機が迫ったときは電動ノコギリ等を持ち出して立ち向かおうとする等、勇気を見せるところもある。ちなみに、日頃威張っている職長ペリオットとポルチーノの二人は、この時物陰に隠れて震えていた。

マリガンの地下世界の文化・文明水準は、人類の地上世界には劣るものの決して低いわけでは無く、エレベーターのような大型高速昇降機等の無料の公共交通機関等の他に「赤鉄（あかてつ）」と呼ばれる赤道に沿って走行している都市型の巨大鉄道等も存在しており、科学技術とバイオテクノロジーを用いた独自の文化・文明を築き上げている。
しかし、その文化・生活水準は地域格差が極めて著しい。
その為、地域によって情報格差も著しく生じている事から、人類の地上世界ほどの情報社会ではないと思われる。故に、マリガン社会において「不要」とされた者達や「本来は大切にされるべき重要な者（母体マリガン）」も、情報格差から生じる「無知」故に地域によっては排除されている社会問題が存在している。
作中のマリガン地下社会の文化としては、幼体マリガンの子ども達がパートンの頭部でサッカーを行う様子が見られた。食文化としては、人工培養高級食材『クノコ』の売買や狩猟で入手する野生種の動物型マリガンの肉、老人マリガンが幼体時のニコに放って与えた灰色のホヤのような胴体を持つイカのような生物等が見られた。

子どもたち / 三宅敦子
地方政府より配布されたマリガン種子から育った、マリガン幼体達。タイプは「作業型」であり、子ども達は大人達と違い「マリガン用視界ゴーグル（眼孔部に人工視神経を挿し込むタイプのゴーグル型補助装置）」を着けていない。その為、目の位置に眼孔があることが確認できる。
性格はいずれも、生意気かつ悪辣。年長者への暴言やいたずら、弱者に対していじめを平然と罪悪感無く行っている。
自身達の過失に対しては、嘘をつき逃げたりとろくな行動・言動をしない。

クノコ屋 ピルツィーノ / 堀貴秀
地下でクノコ屋を営むマリガン。下半身はなく、天井から器械で吊られ、レールで移動する。
人間の胴体のような培地を部屋の両壁全体に並べてクノコ（地下住民に食されるキノコのようなイメージの肉塊）を栽培し、住民に販売している。
マリガンの地下世界においてクノコはかなり贅沢な高級品らしく、後に主人公のパートンはクノコを持っていた為にサギ師に目をつけられる事となる。
下半身の無いその姿は一見奇形にも見え、奇形が排除されるマリガン地下社会では弱い立場に立たされそうでもある。
しかし、高級品であるクノコの栽培という技能を有する為か社会から疎外されている描写は作中一切無い。

サギ師 トゥリック / 堀貴秀
パートンがクノコ屋へお使いに行った際、帰路で出会ったサギ師の男性型マリガン。マリガン地下世界の各地を渡り歩きながら詐欺を働く、一匹狼である。パートンのクノコを言葉巧みに騙し取り、いよいよ後は別れる（逃げる）だけというタイミングで地下通路天井で獲物を待ち伏せしていた多脚ワームに上半身を食いちぎられ死亡した。

パンスマン
パンスマンは、マリガン地下世界の一般警備員である。主な任務としては、マリガンの地下社会において危険な存在及びそれに準ずるものの破壊・抹殺である。
武装は旧世代的であるものの重武装であり、狙撃銃、バズーカ砲、携行式火炎放射器、携行式対空ミサイルといった兵器を標準装備している。
その為、作中では明らかにされてないが恐らくマリガン地方政府の指揮の下で活動している準軍事組織なのであろうと思われる。ただ、現場の規律が緩い為か、面白半分に目標を攻撃しヒットした際には歓声をあげる等の行為が見られた。
見た目は、マリガン用視界ゴーグルを装着した全身包帯のミイラ男といったところであるが理由があり、包帯を身体中に巻き付けているのは乾燥肌の対策の為との事。
地下は深く行く程、高温多湿の環境になる。その為、高温多湿の環境に適応しているマリガン達には、地上は極めて乾燥した世界なのであろう。任務の性質上、地上に近い階層に登る事もあろうパンスマンのマリガン達には包帯は重要な処置なのかも知れない。
基本未確認の飛来物を躊躇なく撃ち落とす。それは調査に降り立つ最中のパートンだった。調査に向かう途中で体がバラバラになり、頭部だけとなった

生命の木 母体マリガン
死後、生命の木となってマリガンとなる種子を実らす通称「ヨーグル」と呼ばれる存在。マリガンの種族維持の為に、重要な存在である。幼体時は硬質化は頭部だけであるが、成体に近くなるにつれて口元以外は樹木の表皮のような硬質化が進む。最終的には、全身が硬質化する。
硬質化した身体は極めて硬く、狙撃銃の銃弾すら跳ね返すほどである。
また反射神経・怪力に優れ、作中ではパンスマンが発射したバズーカの弾頭を手で掴み取る事が出来る。
ただ、野生化で生きてきた野生種の母体マリガンは凶暴で知性は低く、その弾頭を掴んだまま「？、･･･？」と放置して弾頭が、掴んでる手の中で爆発。左半身が吹き飛び、焦げながら最後は絶命した。その後、死体は変化し「生命の木」となった。

「生命の木」は本作から千年ほど前のAG2343年、廃墟となった都市「カープバール」で突如発生した。
これにより、それまで6種類のマリガンをクローニングでしか増やせなかったマリガン達が、多様性と独自の生態系を築けるほどに地下世界で繁栄する事となる。

母体マリガンは一度死ぬと、樹木状に変化し数百個のマリガン種子を実らせる。その内の数個が母体マリガンの素質を持っており、次の母体マリガンとなり生命の木となる。生命の木は、マリガン種子を一度実らすと枯れる。しかし、廃墟となった都市「カープバール」にある「最初の生命の木」は枯れずに今も残って生きていると言われている。

実るマリガン種子には、母体マリガンの気質が受け継がれる。（穏やかな性格の母体マリガンからは、穏やかなマリガン達になる種子が実る。）その為、本来は大切に大切に育てられる。しかし、地方政府から各地に配布された通常のマリガン種子が成育途中で突然変異を起こす等のイレギュラーで母体と知られず捨てられ、野生下で育つ野生種の母体マリガンも多い。（元々、人類がこれまでに大量の核廃棄物を地下に処分していた為、マリガン地下世界では放射能によりマリガン達の遺伝子が不安定な為、突然変異や奇形が生じやすい。故に多様性に繋がる場合もあるが、大抵は凶暴な個体や奇形の個体の誕生に繋がり危険視されるか不要と判断されて排除される。）

過酷な野生環境下で育ち生き延びてきた凶暴な野生種の母体マリガンからは、凶暴な変異体が生まれる確率が高い。
その為、それらの「掃除役」を行うパンスマン達によって発見され次第殺処分されている。無論、その後死体から生じる生命の木も焼却処分されている。

地上の女 / 三宅敦子
暇を持て余す地上世界の人間の女性。
主人公同様アンドロイド型ボディーながらも、気品と色気を有しハイソな雰囲気を持つ人物。
主人公パートンの前職であった、仮想空間内のダンス教室の最後のレッスン日に来た最後の生徒である。
今回のダンスで、最後の授業となることを残念がっていた。廃業後は地下へ行く事を、パートンから告げられて驚く。

アナウンサー / 堀貴秀
起床したパートンが、着替えて「立体映像の形だけの食事」を済ませた後につけたテレビのニュースに出てきたアナウンサー。新型ウイルスが大流行し、死者が急増。人口減少が著しく、政府は地下への探査を開始する旨の情報を伝えていた。
老人マリガン
ニコの回想の中で登場。慈悲深い年老いた女性形マリガンであり、幼体時のホクロと共に生活していた。瓦礫だらけの地下通路で、食料を四つん這いになって探していた幼体時のニコに食料を投げて寄越した。マリガン地下社会は奇形な者を排除する為、異形種のホクロと見た目が異形のニコを育てていたことからマリガンの中でも特に慈悲深い存在であったことがうかがえる。立ち去った後をついてきたニコをそのまま引き取り、ホクロと共に養育した。しかし、高齢であったためか最後はいつも座っているロッキングチェアーに腰掛けたまま逝去した。
8番管管理人/ 堀貴秀
200年間休まず、立ちっぱなしで8番管の炉を管理し続けている老人の男性型マリガン。多脚ワームに追われてさらに地下深くに落ちてきた主人公パートンに、親切に接し帰り道を教えてくれた。帰り道を教えてくれたお礼に、パートンは付近にある素材で即席の椅子を作成しプレゼントしたところ長年立ちっぱなしであった為か非常に喜んでいた。しかし、楽になったが故か眠気が増し、最後は眠ってしまう。この時に炉の調整レバーを下げきってしまった為、8番管の通るバルブ村がとんでもないことになってしまった。自身の仕事である『8番管の炉の火を維持し続ける業務』を担当しているが、自身の仕事が何のためのものなのか自身も理解していない。高齢で作業の負担が大きくなった為か、疲れてうたた寝してしまうことが最近多い。炉の火を調節するレバーを上げ続けねばならないが、疲れてうたた寝状態でレバー操作が雑になっている為に8番管がこのところ不安定状態となっている。それに連動して、8番管が通るバルブ村に混乱が生じていた。実は、8番巨大マリガンの神経に関わる炉を管理する重要な人物である。8番巨大マリガンは地下の有毒ガスを吸い酸素を吐き出す存在であり、寒さを感じないようにする為に後頭部の位置に炉が設置されておりその管理・維持が管理人の業務であった。　
8番巨大マリガン
口元が8番管に繋がっており、後頭部に炉が設置されている巨大生命体。作中最大のマリガンであり、地下の有毒ガスを吸い酸素を吐き出すマリガン地下世界にとって呼吸に関わる重要な存在。言葉を話したり動いたりはしないが、炉の火が消えると寒がりなのか『極めて巨大なくしゃみ』をする。酸素を多く含んでいた巨大なくしゃみであった為か、最後は8番管が破裂しバルブ村は大爆発。瓦礫の山と化した。
暗闇に棲む異形種
パートンがクノコを持ってバルブ村に帰る途中に遭遇した、野生下で生きる奇形の幼体マリガン達。
マリガンの地下世界にはごく一般にいるありふれた存在であり、頭部が歪な双子のようなものから蜘蛛のような多脚のもの等様々な者達が暗闇の中でひっそりと生きている。知性は無く、特にこれといった危険性も無い。しかし、常に飢えているので食料に関しては貪欲である。

作中では頭部が歪な双子らしき幼体マリガン二人が、「チケチケチケ･･･。」としつこく鳴いてパートンの持つクノコをねだる。
パートンは仕方なく1つ渡すとその途端、即座に食らいつき押し合いへし合いながら貪り食った。

食い終えた後で味を占めたのか、頭部が歪な双子らしき幼体マリガン二人は再びクノコをねだる。
しかし、今度は拒否し押しのけてパートンは通り過ぎた。その直後、頭部が歪な双子らしき幼体マリガン二人は失望し、態度を豹変する。「ケチケチケチッ！！！」と激しく絶叫し、他の異形種達を呼び集め出した。

彼らはマリガンの地下世界が「奇形な者」や「役立たずと見なされた者」を排除する社会の為、集落に加われず捨てられた者達である。故にマリガンの地下世界には、ごく一般にありふれている。大半は、過酷な野生下の環境の中で死に絶えていく身の上であるが、中にはニコのように老人マリガンのような慈悲深い者に拾われたり、パンスマンに殺処分された母体マリガンのように己の能力を駆使して生き延びる者達もいる。

マリガン達は「生命の木」の種子から誕生し、その種子は地方政府によって各地に配布される。しかし、その中で奇形のマリガンはすぐ捨てられてしまう。その為、知性は低く言葉もろくに話せない。パートンの持つクノコは彼らと出会った時点で腐敗が進み黒ずんでいたが、飢えている為か彼らは非常に欲しがっていた。
トロちゃん
大きいがおとなしい野生種のマリガンで、見た目は生殖器らしき物をぶら下げたやせたグロームのような姿の生物である。
主人公パートンと人類が探していた存在で、3バカ兄弟と仲が良い。食料を3バカ兄弟から時折与えられていることもあり、とても人懐っこく危険性は無い。作中では無毛であるが生え替わりの時期であり、通常はヤクのように毛深い体毛を持つ。生殖器のような物は、後に尾っぽであることが3バカ兄弟との会話から判明した。

ドラゴンクリッター
マリガンの地下世界中の至る所に多数生息している小型の生物。見た目は太いトカゲのようで、足が全部で8本もある。
性格は穏やかで特に危険性は無く、本作のマスコット的存在である。ただ、あらゆる種に変異する可能性を持つ生物である為、スパイクやトリムテのような凶暴な生物になる可能性は否定できない。
本作では、地下世界の食物連鎖の最下層に属する生物である。その為、至る所で他の生物達に捕食されている。
一方で弱って死にかけている生物を発見すると、集まり出して捕食する描写がある。地下世界での、掃除屋としての役割もあるのであろう。
小さいながらも、踏まれたり獲物を横取りされると喚いて不満や怒りを表現する等、感情表現が豊かである。その為、知能はそこまで低くないと思われる。バルブ村のゴミ捨て場に沸いたドラゴンクリッターの幼体らしき小さな生物が作中に見られるが、まだ種子から誕生して間もない為か手足は無かった。

おしり虫
地下通路の地面に長い口をつけて、食べ物を探しながら地下世界を徘徊している大きなおしりが特徴的の小型生物。作中では、壁の穴に潜むデスワームの獲物センサーである菌糸状の赤い細管に触れてしまい、デスワームに捕食されてしまう。

スパイク/堀貴秀
ドラゴンクリッターと容貌がやや似ているが、はるかに凶暴で大きく太い針のような多脚を持つ。肛門のある尾っぽの部分は、幼体マリガンの顔の擬態がある。その擬態にだまされパートンが声を掛けてしまって以降、パートンの事をしつこく追跡し捕食しようとするが3バカ兄弟の機転により奈落の底に落ちていった。後に、これが電気柵の破壊に繋がることになる。
その生命力は強く、高所から落下した衝撃で瀕死の重傷を負ってもまだ生きていた。自身の血の匂いに集まりだし、負傷した身体にかじりついていたドラゴンクリッター達を死にかけながらも威嚇し追い払う。しかし、最後は電気柵の向こう側のエリアからやってきた凶暴なトリムテに頭部を叩き潰され捕食される末路をたどった。

グローム / 堀貴秀
地下迷宮に住む凶暴な生物。知能は低いが腕力が強く、コンクリートを破壊する程のパンチを放つ。作中では二体がパートンを食い殺そうと追い回すもデスワームの群生地に追い込んでしまったため、逆にデスワームに捕食される。

デスワーム / 堀貴秀
ミミズのような長い体と巨大な口を持つ地下生物。3バカ兄弟曰く「怖い虫」。
地下迷宮に巣穴を掘り、周囲に菌糸のようなセンサーを張り巡らせ、それに触れる生物を感知し捕食する。
その捕食能力は凄まじく、おしり虫等の小さな生物達はもちろん強力な腕力を有する凶暴な野生種グロームすらも大した抵抗も出来ずに八つ裂きに食いちぎられ捕食された。
一方、異物を認識する事は出来るようで、博士より研究室で与えられた白い児童型のロボットボディーの頃のパートンを飲み込んだ際は吐き戻していた。

トリムテ / 堀貴秀
本作のラスボスにあたる異形の大型地下生物。
怪力を誇る四本の長い腕と銃弾すら通さない強靭な皮膚を持ち、顔にあたる部分には何者かによって付けられた傷跡がある。
本来バルブ村までは来ないはずだが、害獣除け用の電気柵が落下してきたスパイクにより壊れたため行動範囲が広まり、結果として侵入したバルブ村を襲撃した。マリガン含む地下生物を捕食対象とし、その性質は極めて凶暴。
皮膚がダイラタント特性を有する為、実弾が効きにくく厄介である。その為、殴打や刺突等の近接戦闘でないとダメージを与えにくい。しかし、本体が怪力を有するためそれも危険である。
パートン含む討伐隊の決死の作戦によって討伐、駆除された。

その他 / 堀貴秀

## スタッフ
制作メンバー
- 堀貴秀
- 杉山雄治
- 牧野謙
- 三宅敦子

制作協力
- 川村徹雄
- 青木基文
- 新井果菜
- 鵜飼洋平
- キムラヒデキ
- 瀬尾典功
- 内藤祐紀
- Y NAKAJIMA

## 受賞
| 映画祭                           | 賞                         |
| -------------------------------- | -------------------------- |
| ファンタジア国際映画祭           | 最優秀長編アニメーション賞 |
| オルデンブルク国際映画祭         | 入選                       |
| ファンタスティック・フェスト2017 | 長編作品部門 新人監督賞    |
| 第31回日本映画批評家大賞         | 編集賞（浦岡敬一賞）       |